# Тарвас (футбольный клуб)
«Та́рвас» (эст. MTÜ Rakvere JK Tarvas) — эстонский футбольный клуб из города Раквере. Основан в 2004 году, домашние матчи проводит на городском стадионе Раквере. В 2015 году «Тарвас» вышел в Премиум Лигу чемпионата Эстонии, где дебютирует в сезоне 2016.

## Прежние названия
- 2004—2007 — «Вирумаа»
- 2008—2010 — «Флора»
- с 2011 — «Тарвас»

## История
Футбольный клуб был основан в 2004 году и носил название «Вирумаа» Раквере. В июле 2014 года футбольный клуб возглавил Валерий Бондаренко, а по итогам сезона 2015 года команда заняла 4 место в Первой лиге Эстонии и вышла в высшую лигу страны. В июне 2016 года Валерий Бондаренко отстранен от должности, а его место занял Урмас Кирс.

## Статистика выступлений

### Результаты выступлений
| Сезон | Дивизион   | Место | И  | В  | Н  | П  | ГЗ  | ГП  | О  | Кубок Эстонии |
| ----- | ---------- | ----- | -- | -- | -- | -- | --- | --- | -- | ------------- |
| 2011  | 2 лига     | 1     | 26 | 22 | 2  | 2  | 100 | 29  | 68 | 1/16 финала   |
| 2012  | 1 лига     | 3     | 36 | 21 | 5  | 10 | 66  | 58  | 68 | 1/8 финала    |
| 2013  | 1 лига     | 4     | 36 | 16 | 8  | 12 | 68  | 58  | 56 | 1/16 финала   |
| 2014  | 1 лига     | 8     | 36 | 12 | 10 | 14 | 61  | 65  | 46 | 1/64 финала   |
| 2015  | 1 лига     | 4     | 36 | 12 | 11 | 13 | 52  | 53  | 47 | 1/16 финала   |
| 2016  | Прем. Лига | 10    | 36 | 0  | 3  | 33 | 15  | 113 | 3  | 1/16 финала   |

### Рекорды
- Самая крупная победа во всех соревнованиях: 10:0 — против «Амбла Валламеесконд», Кубок Эстонии, 11 августа 2015 года[5]
- Самое крупное поражение во всех соревнованиях: